# Galerie am Blauen Wunder

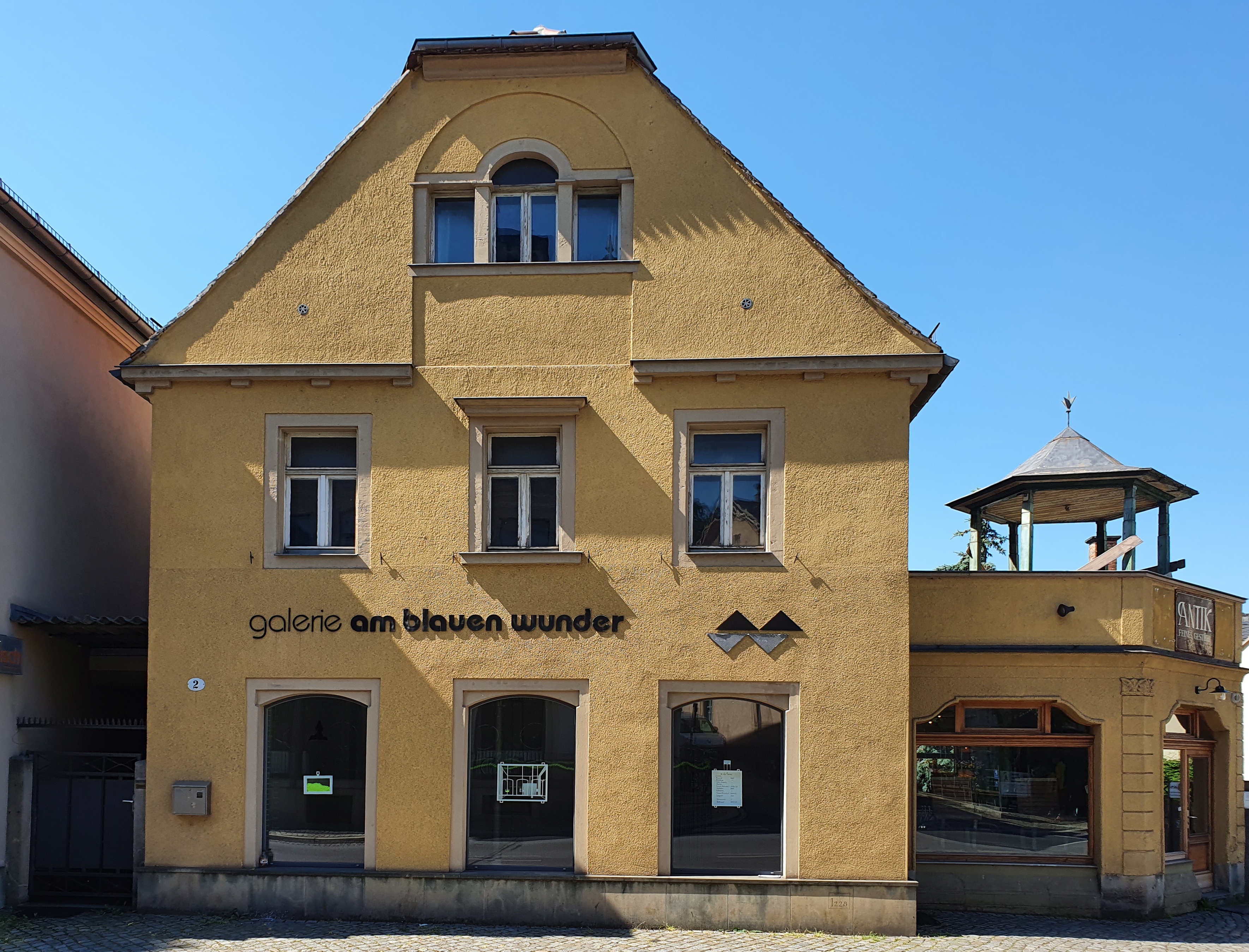
Die Galerie am Blauen Wunder in einem denkmalgeschützten Haus in Dresden-Loschwitz, Pillnitzer Landstraße 2, erbaut vom Architekten Theodor Lehnert

Die Galerie am Blauen Wunder, Eigenschreibweise galerie am blauen wunder, war eine Galerie im Dresdner Stadtteil Loschwitz. Die Galerie wurde im September 1991 von Ulrike Dagen und Gunter Ziller gegründet und seit dem Jahr 1998 von Gunter Ziller (* 13. Januar 1952 in Dresden; † 2. August 2022 ebenda) allein weitergeführt. Die 143 Ausstellungen der Galerie, überwiegend von Werken lebender Künstler der Moderne, haben eine hohe Wertschätzung bei Kunstfreunden und Künstlern gefunden. Personalausstellungen wurden bis zum Jahr 2016 fortgeführt.

## Vorgeschichte
Ulrike Dagen und Gunter Ziller hatten sich schon vor 1991 um die Kunst der Moderne in Dresden verdient gemacht. Dagen war ab 1983 Galerieleiterin der Neuen Dresdner Galerie auf der Ernst-Thälmann-Straße, heute Wilsdruffer Straße, die 1978 eröffnet worden war. Ziller hatte ursprünglich Physik studiert. Über ihn schrieb der Maler und Architekt Jürgen Schieferdecker, „dass seine Liebe eher der Kunst als der Physik gehörte, der er freilich seinen Einsatz im Zentralinstitut für Kernforschung verdankte, das damals so etwas wie ein Topos des freien Denkens im Arbeiter- und Bauernstaat gewesen ist.“ 1981 wurde Ziller Mitarbeiter und Ausstellungsgestalter der Neuen Dresdner Galerie.
Ziller, der an der Kreuzschule das Abitur abgelegt hatte, profilierte sich als Kunstkenner, schrieb Artikel über Künstler und Ausstellungen in der sächsischen Lokalpresse (Die Union, Sächsisches Tageblatt – ST, Sächsische Neueste Nachrichten – SNN), drei Tageszeitungen, die 1990/1991 zu den Dresdner Neuesten Nachrichten (DNN) fusionierten. In den SNN gelang es Ziller vor 1989 manchmal, Kritik am offiziellen Kunstbetrieb der DDR zu platzieren. Dadurch geriet er in das Visier der Stasi. Nach 1991 war die DNN das von Ziller bevorzugte Publikationsorgan für Berichte über Ausstellungen in der neuen Galerie.
Von den Ausstellungen in der Neuen Dresdner Galerie ist insbesondere die Ausstellung Form, Farbe, Geometrie – Hermann Glöckner zum 95. Geburtstag von 1984 zu nennen, die nicht auf der „Linie“ der auf den sozialistischen Realismus festgelegten offiziellen „Kunstwächter“ der DDR lag. Dank der Fürsprache des damaligen Direktors des Kupferstichkabinetts, Werner Schmidt und der Initiative der beiden Galeristen Dagen und Ziller wurden in dieser Ausstellung auch Werke von Manfred Luther und Wilhelm Müller gezeigt. Beide waren nicht in den Verband Bildender Künstler der DDR aufgenommen worden. Ein guter Teil ihrer Arbeiten, wie die von Glöckner auch, sind eher unter Konstruktivismus bzw. unter Konkreter Kunst einzuordnen, beides im SED-Staat nicht genehme Kunstrichtungen. Hervorzuheben ist auch die Personalausstellung des Malers Eberhard Göschel 1988, die die beiden Galeristen kuratiert hatten.

## Ausstellungen

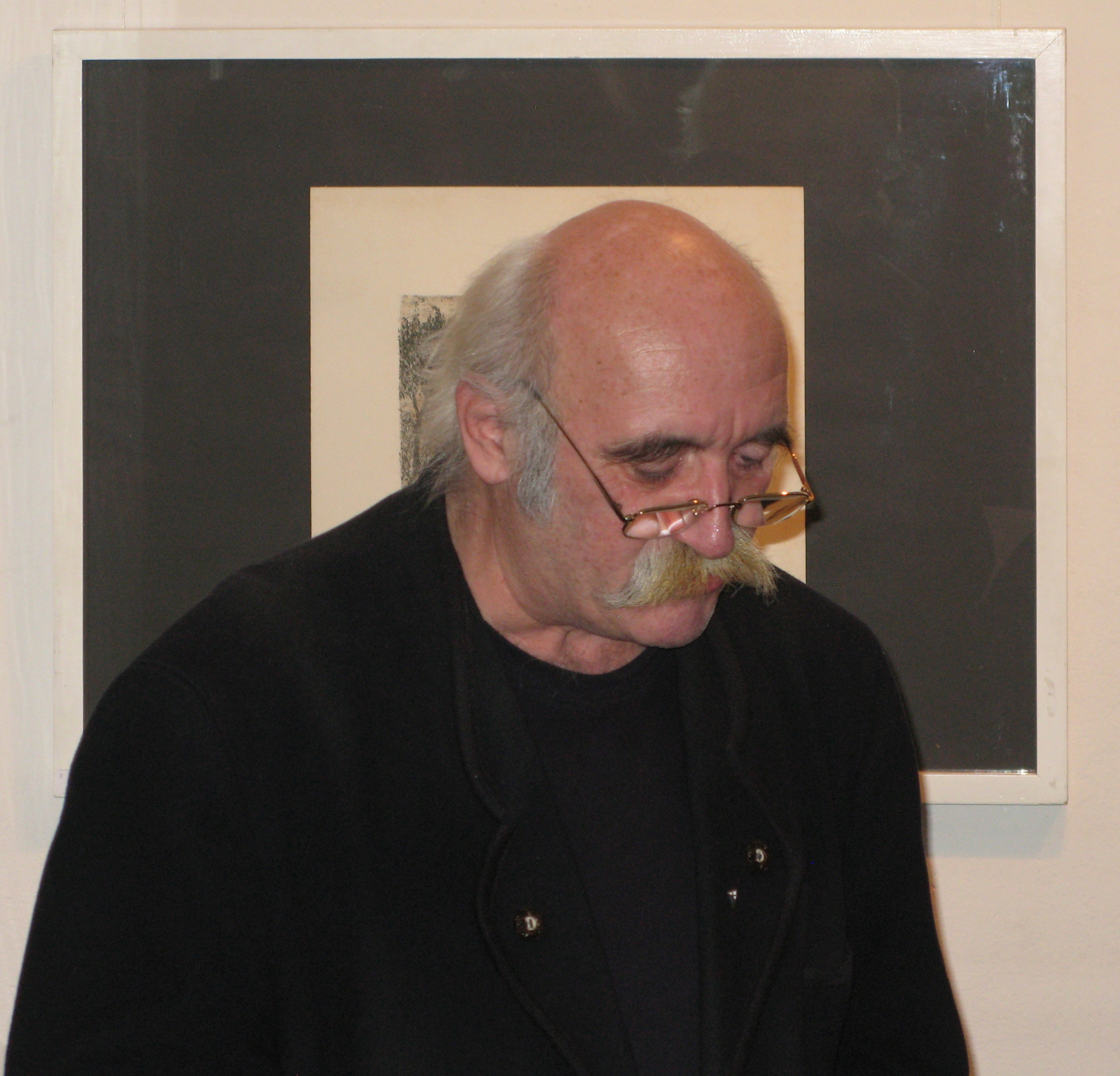
Der Galerist Gunter Ziller bei der Eröffnungsrede für die Ausstellung mit Werken des Grafikers und Malers Ernst Lewinger am 18. November 2011

Die 1991 von Dagen und Ziller eröffnete Galerie liegt in Nachbarschaft zum Leonhardi-Museum, nahe der namensgebenden Elbbrücke Blaues Wunder und im Zentrum von Loschwitz, dem Stadtteil von Dresden, der traditionell eine große Anziehungskraft auf Künstler ausgeübt hat. Auch die Anzahl der Kunstfreunde in diesem Stadtteil dürfte die der anderen Dresdner Stadtteile übertreffen. Das waren gute Randbedingungen für eine neue Galerie.
Die erste Ausstellung der Galerie war dem Künstler Hans Christoph zu dessen 90. Geburtstag gewidmet. Christoph war als freischaffender Künstler seit 1927 in Dresden tätig und war 1947 der Künstlergruppe Der Ruf beigetreten, fiel aber Ende der 1950er Jahre als „Formalist“ offiziell in Misskredit. Die Ausstellung war eine Art Wiedergutmachung an einem Künstler, der einer größeren öffentlichen Ausstrahlung beraubt worden war.
Es folgten Ausstellungen mit Werken von Künstlern der klassischen Dresdner Moderne wie Hermann Glöckner, Josef Hegenbarth, Wilhelm Lachnit, Joachim Heuer, Hans Kinder, Walter Teichert und Willy Wolff, oder anderer bedeutender Künstler wie HAP Grieshaber. Ziller hatte bei der Organisation von Ausstellungen im Leonhardi-Museum und der Berichterstattung über sie in den Jahren vor der Wende Kontakte zu vielen Künstlern geknüpft. Das kam der Galerie zugute. Auch die Künstler, die in den 1980er Jahren Dresden und die DDR verlassen hatten und zum Teil später zurückkehrten, etwa Hartmut Bonk, Klaus Dennhardt, Ulrich Eisenfeld, Dottore usw., stellten ihre Arbeiten in der Galerie aus.
Mit dem Ausscheiden von Ulrike Dagen aus der Galerie 1998 änderte sich das Profil nicht grundlegend, aber eine gewisse Verschiebung des Fokus’ auf jüngere Künstler war festzustellen.
Ziller erhielt vom Oberbürgermeister der Landeshauptstadt Dresden, Herbert Wagner, den Auftrag, die Ausstellung Fritz Löffler, 1899–1988. Ein Leben für Kunst und Denkmalpflege in Dresden zu kuratieren. Veranstalter der Ausstellungen waren die Landeshauptstadt Dresden, das Landesamt für Denkmalpflege Sachsen und der Neue Sächsische Kunstverein e. V. Die Ausstellung im Kunst Haus Dresden, Städtische Galerie für Gegenwartskunst, wurde am 12. September 1999, dem hundertsten Geburtstag von Fritz Löffler, eröffnet. Die Vorarbeit von Ziller für diese Ausstellung fand hohe Anerkennung.
Die Ausstellungen in der Galerie am Blauen Wunder wurden entweder von Kunstwissenschaftlern oder Verlegern wie Werner Schmidt, Diether Schmidt, Rudolf Mayer oder Klaus Werner, meist aber von Gunther Ziller selbst eröffnet. Die einleitenden Ansprachen von Ziller zeichneten sich stets durch profunde Kenntnis von Werk und Vita des Künstlers aus. Traditionell bekam der ausstellende Künstler am Ende der Ausstellungseröffnung von Ziller eine Strelizie überreicht und den Gästen wurde guter Weißwein kredenzt.
Von weiteren Künstlern, die in der Galerie am Blauen Wunder ausgestellt haben, seien hier genannt: Peter Albert, Horst Bartnig, Gert Claußnitzer, Elke Daemmrich, Andreas Dress, Michael Freudenberg, Karlheinz Georgi, Bernd Hahn, Andreas Hegewald, Veit Hofmann, Gerd Jaeger, Helga Knobloch, Friedrich Kracht, Ernst Lewinger, Klaus Liebscher, Manfred Luther, Bert Müller, Dietrich Nitzsche, Reinhard Sandner, Herbert Volwahsen und Werner Wittig.
Ab 2015 verschlechterte sich der Gesundheitszustand von Ziller. Die Anzahl der kraft- und arbeitsaufwendigen Personalausstellungen wurde zunächst reduziert und fanden mit der Ausstellung Gegenstand und Abstraktion mit Werken von Klaus Dennhardt Ende 2016 ihren Schlusspunkt. Die Galerie ist zurzeit geschlossen. Pläne für die Fortführung unter neuer Ägide werden geschmiedet.
Die DNN würdigte das Wirken von Gunter Ziller in Dresden mit einem Artikel Sisyphos am Blauen Wunder: Der Dresdner Galerist Gunter Ziller wird 70. Manfred Wiemer schreibt: „In seiner Galerie am Blauen Wunder aber zeigte Gunter Ziller Ausstellung für Ausstellung ‚wesentliche‘ (das Lieblingsadjektiv Zillers) Kunst und seine Haltung, mit denen er einen nicht ganz kleinen Kreis von Freunden der Galerie zu überzeugen suchte. Eine über rund 25 Jahre währende Sisyphos-Arbeit. Aber nach Camus müssen wir uns ‚Sisyphos als einen glücklichen Menschen vorstellen.‘ Und alles andere als vergeblich.“
Nach langer Krankheit ist Gunter Ziller am 2. August 2022 in seinem Haus auf der Pillnitzer Landstraße 2 verstorben. „Der Künstler, unter dem Namen Hektor bekannt, hinterlässt eine große Lücke in der Dresdner Kunstwelt“.

## Veröffentlichungen von Gunter Ziller (Auswahl)
- Makolies-Ausstellung im Leonhardi-Museum; ST, 13. September 1978.
- Prozeß als Kunstwerk. Zur Bartnig-Ausstellung im Leonhardi-Museum,  SNN, 22. September 1980.
- Wasja Götze im Leonhardi-Museum, SNN, 15. August 1980.
- Zeichenhafte Sprache. Michael Freudenberg im Leonhardi-Museum, Union, 15. Oktober 1981.
- Thea Richter im Leonhardi-Museum; Union, 4. Mai 1982.
- Intermedia – Untermedia, Union, 14. Juni 1985.
- Dresden. Blaues Wunder, Bildende Kunst 11/1988, S. 520.
- Künstler und Lehrer. Günther Hornig im Leonhardi-Museum Dresden, Union, 10. September 1990.
- Pop Art – Ausdrucksform der Gegenwart. Wolfgang Smy stellt im Leonhardi-Museum aus, Union, Juli 1991.
- Dem Drucker Alfred Ehrhardt zum 110. Geburtstag: Kunst der Zwanziger und Dreissiger Jahre aus seiner Werkstatt; [Ausstellung von 17. Mai bis 22. Juni 1996; Galerie am Blauen Wunder; Gunter Ziller]. Dresden 1996 (8 S.).
- Gestische Zeichen und Konstruktionen: Zur Ausstellung von Mandy Herrmann-Amrouche in der Galerie am Blauen Wunder. In: DNN. Band 12, 86 v.13./14.04, 2002, S. 17.
- „Mich führten zum Fluss meine Augen“: Neue Arbeiten von Gerda Lepke in der Loschwitzer galerie am blauen wunder. In: DNN. Band 12, 226 v.27.9, 2002, S. 17.
- Elke Daemmrich: Le jardin apocalyptique de Mme le peintre ; Kunsthaus am Museum, Trier, 25. Juni – 28. August 2004 ; Galerie am Blauen Wunder, Dresden, 3. September – 6. November 2004 ; Galerie im Hexenturm – Kunstverein Jülich, 17. September – 10. Oktober 2004. E. Daemmrich, Dresden, Lingnerallee 3/BK 62 2004 (61 S.).
- Engelsturz und Apokalypse der Mythologie. Galerie am Blauen Wunder zeigt „Pferd und Landschaft“ – Malerei, Graphik und Skulptur von Hartmut Bonk, DNN, Dezember 2004.
- Gekreuzigte Natur. Malerei und Collagen der Textilkünstlerin Agathe Böttcher, DNN, Mai 2004.
- Rede zur Ausstellungseröffnung Gottfried Zawadzki – Malerei und Meditationen: In der Galerie im Regierungspräsidium Dresden gehalten von Gunter Ziller am 16. März 2005. In: Jahresschrift. 2005, S. 30–31.
- Gunter Ziller: Weiße, schwarze und farbige Unterbrechungen: Konkrete Malerei und Grafik des Berliner Künstlers Horst Bartnig in der galerie am blauen wunder. In: DNN. 31. Dezember 2006, S. 18.
- Das bildnerische Werk von Jürgen Schieferdecker in fünf Jahrzehnten. In: Ostragehege. Band 15, Nr. 2, 2008, S. 5–6.
- Dem Kunsthistoriker Diether Schmidt zum „80.“ In: Elbhang-Kurier. August, 2010, S. 19.